# Eje transversal PE-22
El Eje transversal PE-22 es uno de los veinte eje que forma parte de la red transversal de Red Vial Nacional del Perú. Está conformado por las rutas nacionales PE-22, PE-22 A, PE-22 B y PE-22 C (variante). Recorre los departamentos de Junín y Lima. Tiene más de 300 kilómetros de longitud.

## Rutas
- PE-22: Intercambio vial La Menacho-Repartición La Oroya
- PE-22 A: Intercambio vial Mala-Río Blanco
- PE-22 B: Desvío Tarma-Puente Reither
- PE-22 C (variante): Puente Surco-Matucana